# Stamsund

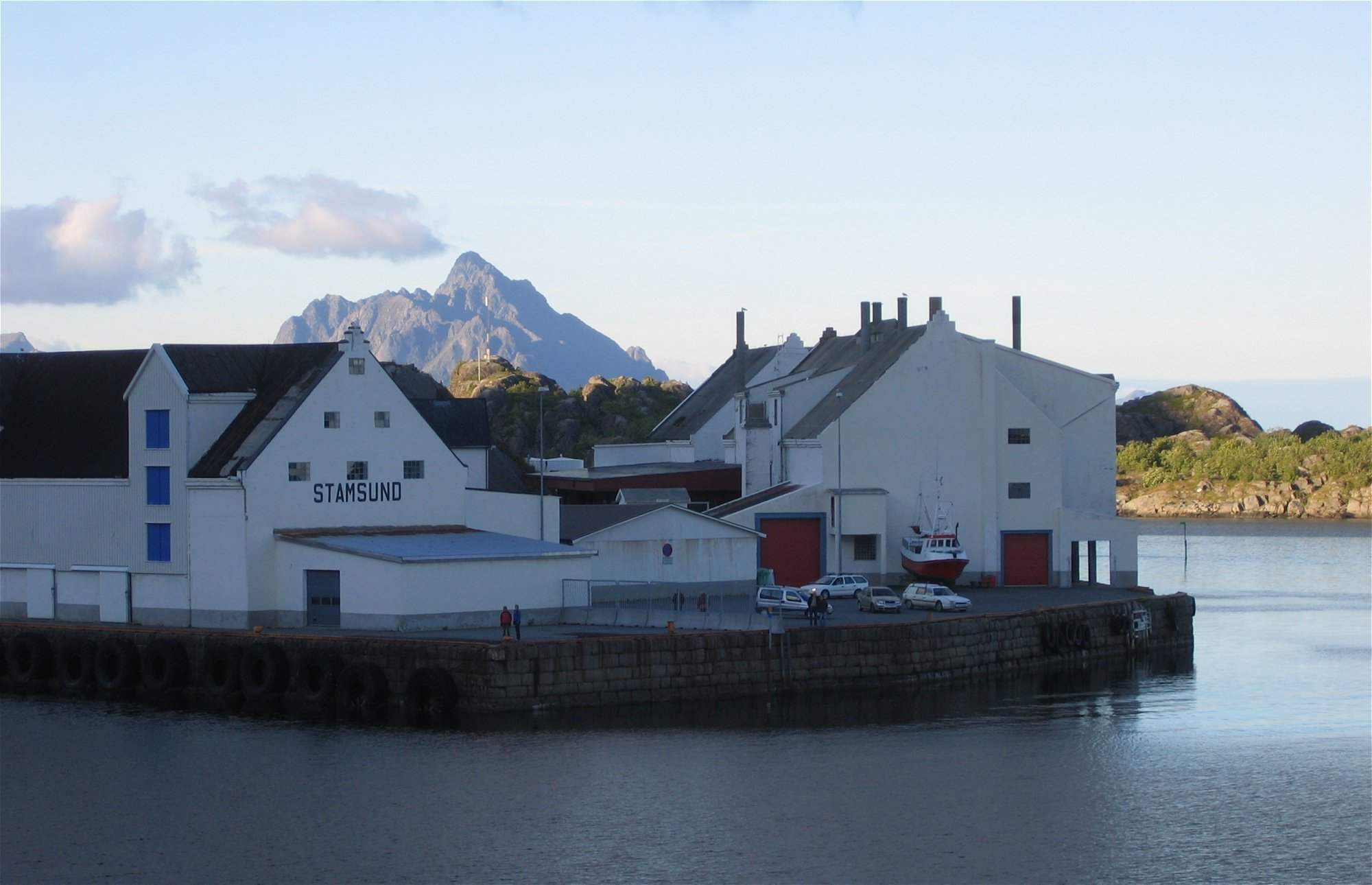
Der Hafen in Stamsund

Stamsund ist eine Ortschaft in der Gemeinde Vestvågøy in der Region Lofoten in Norwegen.

## Lage und Daten

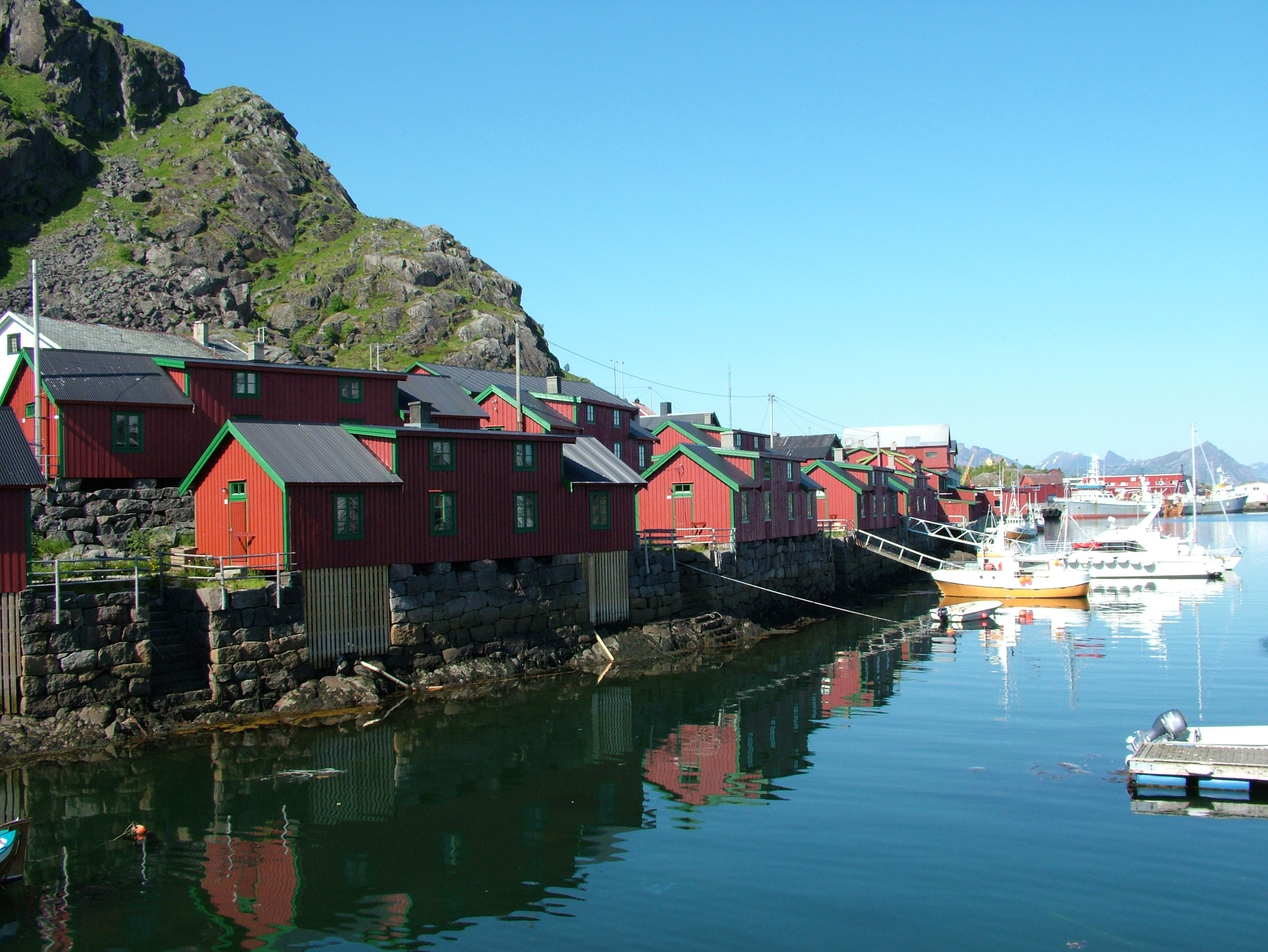
Der Hafen in Stamsund

Stamsund liegt auf der Insel Vestvågøy in Lofoten in der Provinz Nordland. Der Ort ist mit ca. 1.400 Einwohnern einer der größeren Orte in Lofoten. Die Einwohner leben in der Hauptsache vom Fischfang und von der Produktion von Stockfisch. Produziert wird auch Lebertran und Guano.

## Geschichte
Die Stadt wurde Anfang des 20. Jahrhunderts vom Dorfbesitzer Johansen gebaut. Er hat den gesamten Handel der Einwohner übernommen, indem er den Fisch aufgekauft hat und dafür den Einwohnern Artikel zum Leben verkauft hat.

## Verkehr
Stamsund ist Verkehrsknoten der Westlofoten. Der Ort ist Anlegestelle der Schiffe der Hurtigruten.

## Sehenswürdigkeiten
An interessanten Sehenswürdigkeiten hat der kleine Ort neben der imposanten Natur noch einiges zu bieten. In den letzten Jahren haben sich einige Künstler, Maler und Bildhauer in den alten Fischerhütten angesiedelt. Ihre Werke stellen sie in kleinen Ateliers aus. Das kleine Kriegsmuseum erinnert mit alten Waffen und Uniformen an die Schrecken des Zweiten Weltkrieges und der damit verbundenen Besetzung Norwegens durch die deutsche Wehrmacht. Etwas oberhalb des Ortes finden sich ein paar Skilifte und Pisten, die in den dunklen Wintermonaten mit einer Flutlichtanlage beleuchtet sind.